# Всеукраїнський день футболу
Всеукраїнський день футболу — неофіційне свято в Україні. Відзначається щорічно 29 квітня. Саме цього дня 1992 року свій дебютний матч зіграла національна збірна України з футболу.

## Історія
Тоді зустріч в Ужгороді з Угорщиною завершилися поразкою української команди з рахунком 1:3. Автором голу збірної України став нападник одеського «Чорноморця» Іван Гецко, який він забив ударом зі штрафного на 90-й хвилині гри.
29 квітня 2008 року, навпроти головного корпусу колишнього львівського мотозаводу при вул. Городоцькій, 174 у Львові на честь Всеукраїнського дня футболу та з метою популяризації футболу на Львівщині коштом власників спортивного комплексу «Інтер спорт» встановлена скульптура футболіста. 2011 року пам'ятник демонтований.